# Lilian Terry
Lilian Terry, all'anagrafe Liliane Therese Cachia (Il Cairo, 15 dicembre 1930 – Saint-Laurent-du-Var, 29 giugno 2023), è stata una cantante, compositrice e conduttrice televisiva italiana.

## Biografia
Figlia di padre italiano e madre maltese, a 9 anni si trasferisce con la famiglia a Roma, e qui studia all'Accademia Nazionale di Santa Cecilia, diplomandosi in pianoforte nel 1947. Fa il suo debutto ufficiale nel 1952, con una serie di esibizioni al Circolo Jazz di Roma. Nel 1953 partecipa al programma radiofonico Chimere ed è la prima cantante jazz ad apparire nella televisione italiana, prendendo parte ad un programma della fase sperimentale della RAI.  Continua a prendere parte a numerose trasmissioni radiofoniche e televisive per tutti gli anni '50, tra cui Totò-Club e Canta Lilian Terry, in cui è accompagnata al pianoforte da Romano Mussolini. È inoltre ospite di un episodio del popolare programma Il mattatore, in cui si esibisce nel brano da lei scritto Desdy and O'Tellow Blues.
Nel 1962 conduce il varietà musicale Abito da sera, dove ospita e duetta con numerosi jazzisti di fama internazionale. Lo stesso anno incide il suo maggior successo discografico, il brano My Heart Belongs to Daddy, che raggiunge la diciannovesima posizione dell'hit parade.  Nel 1965 fonda a Roma il jazz club "Terry's Mad Pad". Alla fine degli anni '60 si avvicina alla musica brasiliana, in particolare alla bossa nova. Nello stesso periodo conduce la rubrica radiofonica Piacevole ascolto, di cui canta la sigla Mille parole d'amore. Un brano da lei composto assieme a Manuel De Sica, Soltanto un matto come te, viene invece escluso dalla commissione giudicatrice per il Festival di Sanremo del 1968.
A partire dagli anni '70, pur continuando a partecipare a festival jazzistici internazionali e a condurre programmi televisivi e radiofonici, si concentra progressivamente sull'organizzazione di eventi e di progetti educativi tesi a far conoscere la musica jazz. Ha fondato la Scuola Popolare di Musica Dizzy Gillespie di Bassano del Grappa.
Nel 2009 tre composizioni cantate da Lilian Terry sono incluse nella compilation A la costa sud, pubblicata da Edizioni Curci e prodotta da Pino Presti.

## Programmi televisivi Rai
- Incontri con il Jazz, Thelonious Monk cura di Giancarlo Testoni e Lilian Terry, 1965

## Discografia
Album
- 1958 - Romano Mussolini con Nunzio Rotondo e Lilian Terry (RCA Italiana)
- 1962 - Lilian Terry Presenta Abito Da Sera (CGD)
- 1977 - Col D'Orcia Jazz: Concert For Brunello (con Gianni Basso, Franco Cerri, Tony Scott, Renato Sellani, Julius Farmer, Giancarlo Pillot, C.D.O.)
- 1982 - Lilian Terry Meets Tommy Flanagan - A Dream Comes True (Soul Note)
- 1985 - Oo-Shoo-Be-Doo-Be ...Oo, Oo ...Oo, Oo (con Dizzy Gillespie, Soul Note)
- 2003 - Emotions (con Francesco Crosara, TCB Records)

SINGOLI
- 1958 - Hoopa hoola/Fever (Liberty G 7017)
- 1965 - Questo amore è per sempre/Amore mio, non mi lasciar (Ariel, NF 518)
- 1959 - La mamma e il treno/Gioia! (CGD, N 9110)
- 1960 - Madrigali meccanici (Teo Usuelli): La rivolta delle macchine/La cappellaia innamorata (CGD, ST 501)
- 1960. - Rudolf dal naso rosso/Tanti auguri a te (CGD, N 9153)
- 1967 - Mille parole d'amore/Soltanto un matto come te (GTA Record, NP 40065)
- 1970 - ... E muore il nostro amore/Il cucciolone (Odeon, 3C 006 17720 M)

EP
- 1959 - Charley bop!/The swinging sheperd blues/The secret/Separate tablet (CGD,  E 6075)
- 1963 - Welcome Back To Comblain-La-Tour (CGD, E 6107)

Raccolte
- 2011 - Lilian Terry – CGD Days Collection (Jazz Classics)

Partecipazioni
- 2009 - A la costa sud (in 3 composizioni)